# Viridigona magnifica
Viridigona magnifica är en tvåvingeart som beskrevs av Stefan Naglis 2003. Viridigona magnifica ingår i släktet Viridigona och familjen styltflugor. Inga underarter finns listade i Catalogue of Life.